# Vaniputhur
Vaniputhur là một thị xã panchayat của quận Erode thuộc bang Tamil Nadu, Ấn Độ.

## Nhân khẩu
Theo điều tra dân số năm 2001 của Ấn Độ, Vaniputhur có dân số 11.935 người. Phái nam chiếm 50% tổng số dân và phái nữ chiếm 50%. Vaniputhur có tỷ lệ 53% biết đọc biết viết, thấp hơn tỷ lệ trung bình toàn quốc là 59,5%: tỷ lệ cho phái nam là 62%, và tỷ lệ cho phái nữ là 44%. Tại Vaniputhur, 9% dân số nhỏ hơn 6 tuổi.